# Pentaleyrodes
Pentaleyrodes es un género de hemíptero de la familia Aleyrodidae, con una subfamilia: Aleyrodinae.

## Especies
Las especies de este género son:
- Pentaleyrodes cinnamomi (Takahashi, 1932)
- Pentaleyrodes hongkongensis Takahashi, 1941
- Pentaleyrodes linderae Chou & Yan, 1988
- Pentaleyrodes yasumatsui Takahashi, 1939